# Artur Orzechowski
Artur Jan Orzechowski (ur. 1967) – polski dyplomata, ambasador w Belgii (2016–2021) oraz Estonii (od 2025).

## Życiorys
Absolwent romanistyki na Uniwersytecie Marii Skłodowskiej-Curie w Lublinie oraz Krajowej Szkoły Administracji Publicznej (II promocja, 1992–1994).
Pracuje w Ministerstwie Spraw Zagranicznych od 1994. Pełnił funkcje m.in. dyrektora Departamentu Ameryki (2008–2009) i Departamentu Polityki Europejskiej (2013–2016). Przebywał na placówkach RP w Montrealu (1997–2001), Waszyngtonie (szef sekcji politycznej w latach 2005–2007) i jako zastępca Stałego Przedstawiciela RP przy NATO i Unii Zachodnioeuropejskiej w Brukseli (2007–2008). W latach 2008–2009 był dyrektorem Departamentu Ameryki MSZ, a następnie pracował w Departamencie Polityki Europejskiej (2009–2016), zajmując kolejno stanowisko kierownika referatu, naczelnika wydziału, zastępcy dyrektora oraz dyrektora. Był również wykładowcą Akademii Dyplomatycznej. 24 sierpnia 2016 objął stanowisko ambasadora RP w Belgii. Listy uwierzytelniające złożył 30 sierpnia 2016. Odwołany z dniem 30 kwietnia 2021. W grudniu 2023 został powołany na stanowisko zastępcy dyrektora Departamentu Polityki Europejskiej. W październiku 2024 objął kierownictwo Ambasady w Tallinnie, początkowo jako chargé d’affaires, a od kwietnia 2025 jako ambasador.
Artur Orzechowski posługuje się językami: angielskim, francuskim, hiszpańskim, włoskim i portugalskim. 

## Odznaczenia
- Order Narodowy Zasługi V Klasy (Francja, 2024)[14]
- Order Krzyża Ziemi Maryjnej III klasy (Estonia, 2025)[3]
- Order Komandora za zasługi dla rozwoju dwustronnych stosunków (Holandia)[6]